# 梁捷
梁捷（1975年2月11日—）是一位广东企业家，UC优视首席技术官。

## 生平
1975年出生于广东广州，毕业于华南理工大学，2004年与何小鹏共同创建UC优视，2013年UC优视和阿里巴巴集团成立合资公司推出的移动搜索引擎神马搜索，其担任董事长。2014年6月UC优视被阿里巴巴集团收购。